# Hetaerina
Hetaerina is een geslacht van libellen (Odonata) uit de familie van de beekjuffers (Calopterygidae).

## Soorten
Hetaerina omvat 37 soorten:
- Hetaerina amazonica Sjöstedt, 1918
- Hetaerina americana (Fabricius, 1798)
- Hetaerina auripennis (Burmeister, 1839)
- Hetaerina aurora Ris, 1918
- Hetaerina brightwelli (Kirby, 1823)
- Hetaerina caja (Drury, 1773)
- Hetaerina capitalis Selys, 1873
- Hetaerina charca Calvert, 1909
- Hetaerina cruentata (Rambur, 1842)
- Hetaerina curvicauda Garrison, 1990
- Hetaerina duplex Selys, 1869
- Hetaerina erythrokalamus  Garrison, 1990
- Hetaerina flavipennis Garrison, 1990
- Hetaerina fuscoguttata Selys, 1878
- Hetaerina gallardi Machet, 1989
- Hetaerina hebe Selys, 1853
- Hetaerina indeprensa Garrison, 1990
- Hetaerina infecta Calvert, 1901
- Hetaerina laesa Hagen in Selys, 1853
- Hetaerina longipes Hagen in Selys, 1853
- Hetaerina majuscula Selys, 1853
- Hetaerina medinai Rácenis, 1968
- Hetaerina mendezi Jurzitza, 1982
- Hetaerina miniata Selys, 1879
- Hetaerina moribunda Hagen in Selys, 1853
- Hetaerina mortua Hagen in Selys, 1853
- Hetaerina occisa Hagen in Selys, 1853
- Hetaerina pilula Calvert, 1901
- Hetaerina proxima Selys, 1853
- Hetaerina rosea Selys, 1853
- Hetaerina rudis Calvert, 1901
- Hetaerina sanguinea Selys, 1853
- Hetaerina sempronia Hagen in Selys, 1853
- Hetaerina simplex Selys, 1853
- Hetaerina titia (Drury, 1773)
- Hetaerina vulnerata Hagen in Selys, 1853
- Hetaerina westfalli Rácenis, 1968